# 인게이지먼트 (영화)
《인게이지먼트》(프랑스어: Un long dimanche de fiançailles, 영어: A Very Long Engagement)는 프랑스에서 제작된 장피에르 죄네 감독의 2004년 로맨틱 전쟁 드라마 영화이다. 제1차 세계 대전 중 죽임을 당한 약혼자를 찾는 한 젊은 여성에 관한 가공의 이야기이다. 세바스티앵 자프리조가 1991년에 출간한 동명 소설에 기반하였다. 오드레 토투, 가스파르 윌리엘 등이 출연하였다.

## 출연
- 오드레 토투
- 가스파르 윌리엘
- 도미니크 피뇽
- 샹탈 뇌비르트
- 장피에르 베케
- 도미니크 베튼펠드
- 클로비스 코르냐크
- 마리옹 코티야르
- 장피에르 다루생
- 쥘리 드파르디외
- 장클로드 드레퓌스
- 앙드레 뒤솔리에
- 티키 올가도
- 체키 카리오
- 제롬 키르셰르
- 드니 라방
- 장폴 루브
- 알베르 뒤퐁텔
- 불리 라네르스
- 조디 포스터
- 프레데리크 벨
- 엘리나 뢰벤존

## 기타 제작진
- 배역: 피에르 자크 베니슈, 발레리 에스파뉴
- 미술: 알린 보네토
- 의상: 마들린 퐁텐
- 음향: 알렉시 플라스

## 우리말 녹음
SBS 성우진
- 송도영 - 마틸드 (오드레 토투)
- 김장 - 마네크 (가스파르 윌리엘)
- 오인성 - 상병 (도미니크 피뇽)
- 유상우 - 베네딕트 (샹탈 뇌비르트)
- 엄현정 - 엘로디 (조디 포스터)
- 김정호
- 권혁수
- 장승길
- 이상범
- 시영준
- 박신희
- 방성준